# Heligmasoma errans
Heligmasoma errans är en mångfotingart som beskrevs av Chamberlin 1921. Heligmasoma errans ingår i släktet Heligmasoma och familjen Sphaerotheriidae. Inga underarter finns listade i Catalogue of Life.